# Distretto di San Joaquín
Il distretto di San Joaquín è uno dei trentatré distretti della provincia di Yauyos, in Perù. Si trova nella regione di Lima e si estende su una superficie di 41,24 chilometri quadrati.
Istituito il 11 ottobre 1954, ha per capitale la città di San Joaquín.